# Saison 4 de Balthazar
Chronologie
Saison 3 Saison 5
Cet article présente les épisodes de la quatrième saison de la série télévisée française Balthazar diffusée du 10 mars 2022 au 14 avril 2022 sur TF1.

## Distribution[1]
- Tomer Sisley : Raphaël Balthazar
- Constance Labbé : Camille Coste
- Yannig Samot : Jérôme Delgado
- Philypa Phoenix : Fatim
- Côme Levin : Eddy
- Caterina Murino : Olivia Vésinet

## Épisodes
La saison comporte 8 épisodes.